# Plissa (obwód witebski)
Plissa (biał. Пліса, Plisa; ros. Плиса, Plisa) – wieś na Białorusi, w obwodzie witebskim, w rejonie głębockim, w sielsowiecie Plissa. Leży nad brzegiem jeziora Plisa u źródeł Mniuty, 21 km na północny wschód od Głębokiego. Najbliższa stacja kolejowa znajduje się w Podświlu (10 km).
Siedziba parafii prawosławnej pw. św. Paraskiewy.

## Historia
W czasach zaborów miasteczko prywatne w gminie Plissa, w powiecie dzisieńskim, w guberni wileńskiej Imperium Rosyjskiego. Pod koniec XIX wieku w Plisie była cerkiew parafialna, drewniana kaplica pogrzebowa, synagoga, szkoła gminna, sąd gminny. Miasteczko było siedzibą zarządu gminy. Działała fabryka sukna.
W latach 1921–1945 miasteczko leżało w Polsce, w województwie wileńskim, w powiecie dziśnieńskim w gminie Plisa. Siedziba władz gminy Plisa.
Według Powszechnego Spisu Ludności z 1921 roku zamieszkiwały tu 844 osoby, 39 było wyznania rzymskokatolickiego, 498 prawosławnego, 302 mojżeszowego i 5 mahometańskiego. Jednocześnie 29 mieszkańców zadeklarowało polską, 527 białoruską, 287 żydowską a 1 inną przynależność narodową. Było tu 147 budynków mieszkalnych. W 1931 w 181 domach zamieszkiwało 1040 osób.
Wierni należeli do parafii rzymskokatolickiej w Zadorożu i miejscowej prawosławnej oraz ewangelickiej. Miejscowość podlegała pod Sąd Grodzki w Głębokiem i Okręgowy w Wilnie; mieścił się tu urząd pocztowy obsługujący znaczną część gminy Plisa.
W wyniku napaści ZSRR na Polskę we wrześniu 1939 miejscowość znalazła się pod okupacją sowiecką. 2 listopada została włączona do Białoruskiej SRR. Od czerwca 1941 roku pod okupacją niemiecką. 
Podczas okupacji hitlerowskiej, w lipcu 1941 roku Niemcy utworzyli getto dla żydowskich mieszkańców. Przebywało w nim około 600 osób. 2 czerwca 1942 roku Niemcy zlikwidowali getto, a Żydów zamordowali. Sprawcami zbrodni byli żołnierze z Einsatzkommando 9, niemiecka żandarmeria z Głębokiego oraz białoruska policja. 
W 1944 miejscowość została ponownie zajęta przez wojska sowieckie i włączona do Białoruskiej SRR.
Od 1991 w składzie niepodległej Białorusi.

## Zabytki
- kamienny krzyż (XIV–XVII wiek)[12]
- cerkiew św. Paraskiewy (Piatnicka) (1887), parafialna
- kurhan[12]